# Gragnano
Gragnano ist eine Gemeinde mit 27.830 Einwohnern (Stand 31. Dezember 2023) in der Metropolitanstadt Neapel, Region Kampanien. Sie ist Teil der Bergkomune Comunità Montana Monti Lattari - Penisola Sorrentina.
Die Nachbarorte von Gragnano sind Agerola, Casola di Napoli, Castellammare di Stabia, Lettere, Pimonte, Ravello (SA), Sant’Antonio Abate, Santa Maria la Carità und Scala (SA).

## Wirtschaft
Aus Gragnano stammt die Pasta di Gragnano IGP. Bekannte Manufakturen sind Afeltra, Pastificio dei Campi, Gentile, Pasta Garofalo und Il Pastaio di Gragnano.

## Bevölkerungsentwicklung
Zwischen 1991 und 2001 stieg die Einwohnerzahl von 28.616 auf 29.553. Dies entspricht einem prozentualen Zuwachs von 3,3 %.

## Söhne und Töchter der Stadt
- Margherita Sarrocchi (um 1560–1617), Dichterin
- Alessandro Vollero (1889–1959), Mafioso
- Tito Vuolo (1893–1962), Schauspieler